# Arnold Schultz-Trinius
Moritz Arnold Schultz, seit 1910 Schultz-Trinius (* 9. August 1862 in Dresden; † 17. Februar 1941 in Leipzig) war ein sächsischer Offizier, Schriftsteller und Aktivist.

## Leben
Arnold Schultz-Trinius war Sohn des sächsischen Amerikareisenden Woldemar Schultz, welcher als Oberleutnant nach der Schlacht bei Königgrätz an seinen Wunden verstarb, und dessen Ehefrau Louise Trinius. Er selbst war zweimal verheiratet, in der ersten Ehe mit Juliane Schuster und in der zweiten mit Johanna Hanf. Aus den beiden Ehen bekam er 3 Söhne, wobei der Sohn Ernst 1915 in Frankreich fiel.
Schultz-Trinius trat 1878 in das Kadettenkorps der sächsischen Armee ein und wurde 1881 als Fähnrich der 7. Kompanie des 10. Infanterie-Regiment Nr. 134 überwiesen. Am 13. Oktober 1882 avancierte er in dieser Eigenschaft zum Leutnant. Er durchlief in den folgenden Jahren eine gewöhnliche militärische Laufbahn und wurde 1889 zum Oberleutnant und 1893 zum Hauptmann und Kompaniechef befördert. Er wurde am 20. September 1904 zum Major befördert und seinem Regiment aggregiert. Nach langjähriger Verwendung wurde er zum Bataillonskommandeur des I. Bataillons im Infanterie-Regiment „König Georg“ (7. Königlich Sächsisches) Nr. 106. In dieser Eigenschaft wurde er unter Genehmigung seines Abschiedsgesuches am 23. September 1908 zur Disposition gestellt. Er wurde am 1. Oktober 1909 Mitglied des Roland und wurde schon alsbald Obmann der Ortsgruppe Leipzig.
Er war 1912 zum stellvertretenden Vorsitzenden des Landesverbandes Sachsen des Wehrvereins ernannt wurden. Im Juli 1914 wurde er Vorstandsmitglied der Ortsgruppe Leipzig des Schutzverbandes gegen die Fremdenlegion.
Nach Ausbruch des Ersten Weltkrieges wurde er in die sächsische Armee reaktiviert und diente zunächst unter anderem als Kommandeur des Ersatz-Bataillons des Landwehr-Infanterie-Regiments 104. Am 12. Januar 1915 wurde ihm dabei der Charakter eines Oberstleutnants verliehen. Im Februar desselben Jahres wurde er mit dem Ritterkreuz I. Klasse mit Schwertern des sächsischen Verdienstordens ausgezeichnet. Er wurde noch im selben Jahr Regimentskommandeur des Landwehr-Infanterie-Regiments Nr. 350 und führte im August 1915 zwei Bataillone seines Regiments gegen russische Streitkräfte in der Nähe der Warschau-Wilna-Bahn. Durch seinen erfolgreichen Angriff konnten sächsische Kavallerieverbände den Eisenbahnverkehr unterbrechen und den russischen Streitkräften großen Schaden zubereiten. Er wurde deshalb am 24. Oktober 1915 mit dem Ritterkreuz des Militär-St.-Heinrichs-Ordens ausgezeichnet. Im Oktober 1916 wurde er mit dem Offizierskreuz mit Schwertern des Albrechtsordens. Er wurde alsbald zum Oberst befördert und am 21. Februar 1917 von Oberstleutnant Leo von Koenneritz als Regimentskommandeur abgelöst. Während des Krieges war er zudem Mitglied der Gesellschaft für Erdkunde zu Leipzig und Vorstand des Deutschen Veteranendankes.
In der Nachkriegszeit war er gegen 1920 Vorstand der Aktiengesellschaft „Bau für Volkskunst“ in Leipzig.

## Werke
- Reiter und Pferd. 1910
- Die Völkerschlacht, in Leipziger Schlachtfeld-Führer 1813–1913. 1913, S. 3 (Digitalisat)
- Die sächsische Armee in Krieg und Frieden. Sporn, 1932